# Buon Natale Babbo Natale
Buon Natale Babbo Natale è un album musicale natalizio dal 1981, inciso dal Piccolo Coro dell'Antoniano diretto da Mariele Ventre.

## Tracce
1. Buon Natale, Babbo Natale
2. Jingle bells (Din-don-dan)
3. Nenia di Natale (Canto popolare polacco)
4. Saluto alla Vergine
5. Les anges, dans nos campagnes
6. Ninna nanna (Wiegenlied)
7. Quanno nascette ninno (Tu scendi dalle stelle)
8. Un Bambino
9. Let it snow (Lascia che nevichi)
10. O tannenbaum (L'albero di Natale)
11. Nella nativita di Cristo